# 伊尼亚科拉
伊尼亚科拉是巴西南大河州的一个市镇。总面积114.135平方公里，总人口2290人，人口密度20.1人/平方公里。